# Xyrichtys twistii
Xyrichtys twistii är en fiskart som först beskrevs av Bleeker, 1856.  Xyrichtys twistii ingår i släktet Xyrichtys och familjen läppfiskar. Inga underarter finns listade i Catalogue of Life.

## Bildgalleri

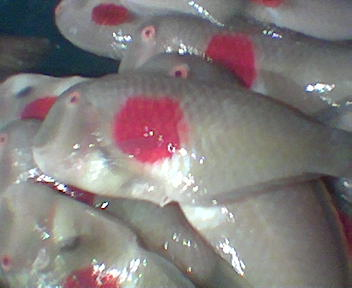